# Saison 10 des Simpson
Vous lisez un « bon article » labellisé en 2014.
Chronologie
Saison 9 Saison 11
La dixième saison des Simpson est diffusée pour la première fois aux États-Unis par la Fox entre le 23 août 1998 et le 16 mai 1999. En France, elle est diffusée du 4 septembre 1999 au 4 mars 2000 et rediffusée en 2003 sur Canal+. Elle est également diffusée depuis novembre 2006 sur W9. En Belgique, elle est diffusée du 1er au 31 décembre 1999 sur Club RTL. En Suisse, elle était diffusée sur TSR1. Le show runner de cette saison est Mike Scully qui produit les vingt-trois épisodes. Avant le début de la production un différend entre les acteurs des Simpson et la Fox à propos de leur salaire se soulève. Cependant, il est rapidement réglé et le salaire des acteurs est monté jusqu'à 125 000 dollars par épisode. En plus de l'équipe habituelle de la série, de nombreuses célébrités sont invitées à participer au doublage de cette saison, dont Phil Hartman, qui y participe pour la dernière fois avant son assassinat.
La saison rencontre un avis plutôt positif et est proposée pour deux Annie Awards qu'elle remporte et pour deux Emmy Awards. Cependant pour beaucoup de critiques cette saison est souvent citée comme étant le début de la détérioration de la qualité de la série. Elle est classée vingt-cinquième des audiences de la saison aux États-Unis avec une moyenne de 13,5 millions de téléspectateurs par épisode. Le coffret DVD de la saison, disponible avec deux emballages différents mettant Bart en vedette, sort en région 1 le 7 août 2007, en région 2 le 10 septembre et le 26 septembre de la même année en région 4.

## Production

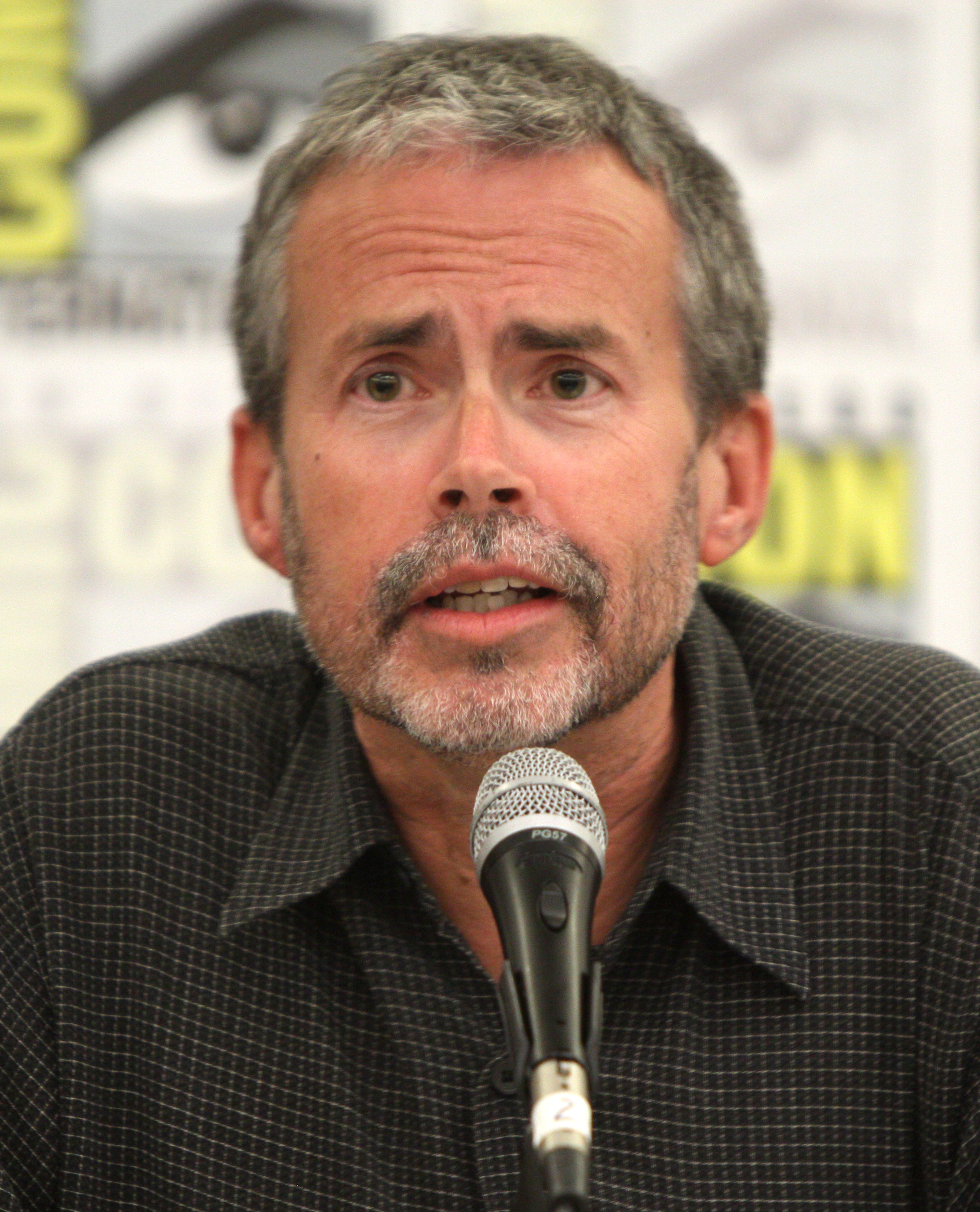
Mike Scully, show runner de la saison.

Le show runner de la dixième saison est pour la deuxième fois consécutive Mike Scully. En tant que show runner et producteur délégué, Scully dirige l'équipe de scénaristes et supervise tous les aspects de la production de la série. Cependant, comme il le reconnaît dans son interview donnée à Ultimate TV en janvier 1999, il ne « prend aucune décision sans l'appui de l'équipe. Nous avons d'excellentes équipes dans tous les départements, de l'animation à l'écriture de scénarios. Je ne veux donc pas que ma direction ressemble à une dictature ». Mike Scully est proche des membres de son équipe et beaucoup d'entre eux saluent ses compétences en organisation et en gestion. Le scénariste Tom Martin déclare qu'il est « très possible qu'il soit le meilleur patron pour lequel [il] n'a jamais travaillé » et qu'il est « un grand manager de personnel ». Le but de Scully lorsqu'il dirige Les Simpson est de « ne pas ruiner la série ». En plus de son rôle de show runner pendant la saison, il coécrit l'épisode Les Prisonniers du stade. Mike Scully restera à ce poste jusqu'à la douzième saison, même si ses saisons ne font pas l'unanimité auprès de certaines critiques et des adeptes de la série.

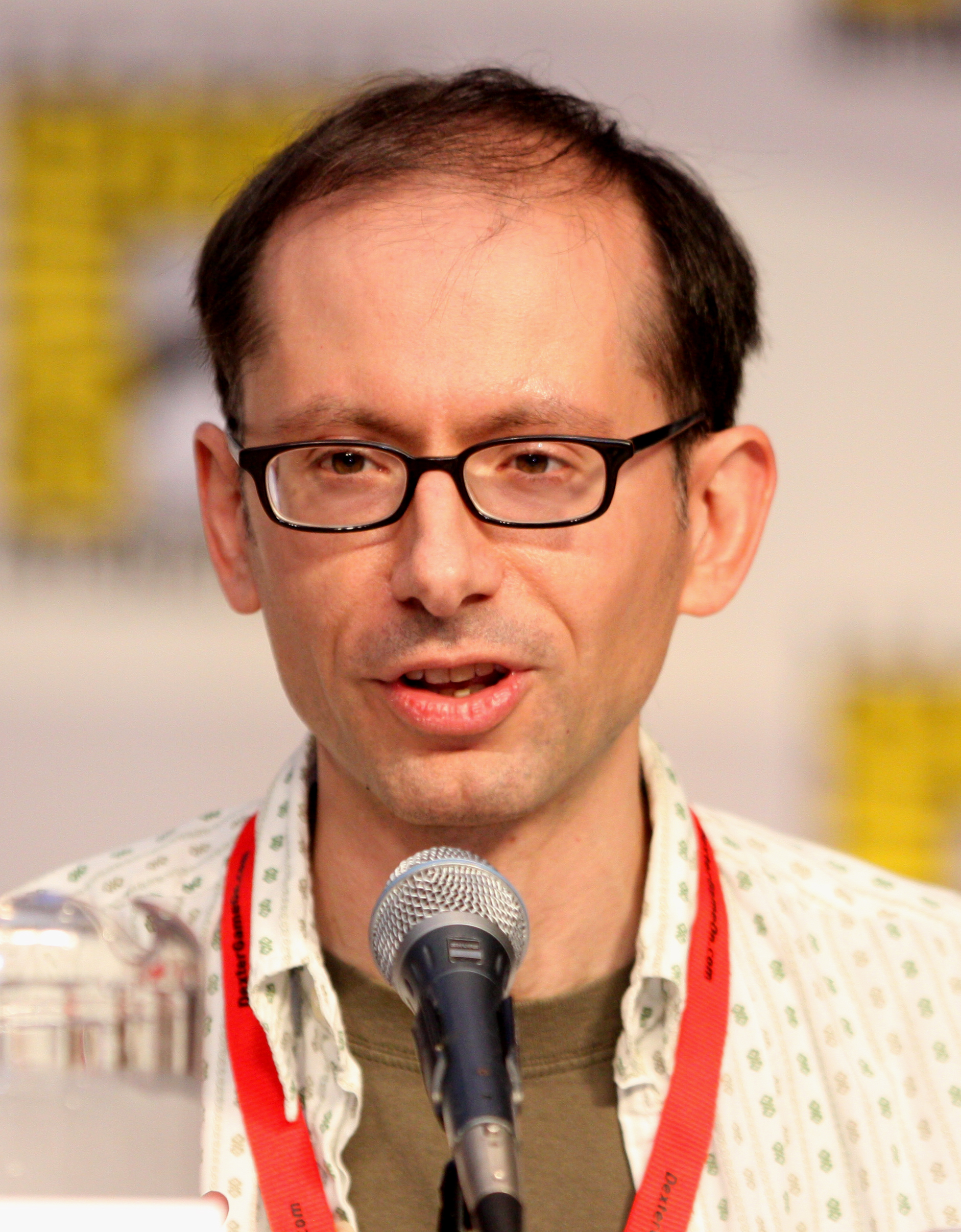
David S. Cohen quitte Les Simpson pour se consacrer à Futurama lors de cette saison.

En 1999, il y a environ seize scénaristes qui travaillent de façon régulière sur Les Simpson. Beaucoup d'entre eux, comme John Swartzwelder et George Meyer écrivent pour la série depuis de nombreuses années. Le troisième épisode de la saison, Lézards populaires, est le dernier épisode écrit entièrement par David S. Cohen, un scénariste de longue date. Il quitte la série pour faire équipe avec le créateur des Simpson, Matt Groening, et développer Futurama, une future série sur laquelle il sera producteur délégué et scénariste principal. Le premier épisode de Futurama est diffusé le 28 mars 1999 en même temps que Beau comme un camion et réalise une très bonne audience. Cette saison marque également le retour dans l'équipe à temps complet d'Al Jean, qui avait quitté la série après la quatrième saison pour créer Profession : critique. Entre la quatrième et la dixième saison, il ne travaille que périodiquement sur la série, écrivant le scénario de quatre épisodes. Tom Martin, Julie Thacker et Tim Long écrivent tous leur premier scénario lors de cette saison. Jane O'Brien scénarise quant à elle son seul et unique épisode de la série, La Graisse antique. Nancy Kruse et Matthew Nastuk réalisent leur premier épisode au cours de cette saison et Richard Appel et Brian Scully signent l'écriture de leur dernier scénario,.

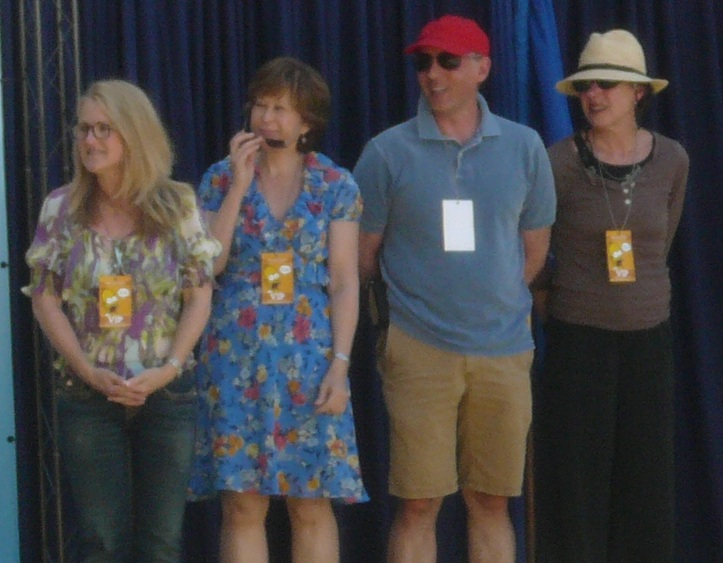
Les doubleurs de la famille Simpson, Nancy Cartwright, Yeardley Smith, Dan Castellaneta et Julie Kavner ont pendant cette saison menacé de se mettre en grève si la Fox n'augmentait pas leurs salaires.

Avant la production de la dixième saison les six acteurs principaux de la série, Dan Castellaneta, Julie Kavner, Nancy Cartwright, Yeardley Smith, Hank Azaria et Harry Shearer, étaient payés 30 000 dollars par épisode. En 1998, une dispute éclate entre les acteurs et la Fox à propos de leurs salaires, ils menacent de se mettre en grève. La Fox va jusqu'à préparer des castings pour trouver de nouvelles voix, mais finalement un accord est trouvé et le salaire des acteurs est monté à 125 000 dollars par épisode. Matt Groening exprime sa sympathie pour les membres de la distribution dans un numéro de Mother Jones paru quelque temps après la fin du conflit salarial. Il y dit : « Ils sont incroyablement talentueux et ils méritent une chance d'être aussi riche et misérable que quiconque à Hollywood. À un moment il a semblé que nous pourrions ne plus avoir de série, car chacun campait fermement sur ces positions. Voilà encore ma position : "Cherche à obtenir autant d'argent que tu le peux, mais assure-toi de le mériter" ».
Malgré cette réconciliation la Fox ne peut s'empêcher de critiquer la série. Dans un premier temps elle lance une autre série animée très proche, Les Griffin, puis elle crée des mésententes avec les producteurs de la série à propos de la religion. L'épisode Les Prisonniers du stade reçoit notamment de nombreuses critiques de la part des catholiques, mais tout ceci n'ira pas plus loin et la Fox continuera à diffuser la série.
La saison est diffusée pour la première fois aux États-Unis entre le 23 août 1998 et le 16 mai 1999. En France elle est diffusée du 4 septembre 1999 au 4 mars 2000 sur Canal+. Au niveau du doublage français il est à noter que Pierre Laurent remplace Patrick Guillemin, doubleur entre autres de Ned Flanders, Barney Gumble ou Waylon Smithers, qui avait décidé de partir dès la fin de la saison précédente à la suite de quelques conflits. Le changement de voix étant important de nombreux adeptes de la série seront insatisfaits de celui-ci. La saison marque également l'apparition des personnages suivants : le Monsieur qui dit « Oui » et Mme Muntz, la mère de Nelson.

## Accueil

### Audiences
Même si l'épisode La Graisse antique est diffusé le 23 août 1998 afin de servir de leader et d'augmenter l'audience des premiers épisodes de That '70s Show et de Holding the Baby, La Dernière Invention d'Homer, diffusé le 20 septembre est le véritable premier épisode de la dixième saison,. Les épisodes sont diffusés à 20 h tous les dimanches. La saison se positionne à la vingt-cinquième place, ex æquo avec Dharma et Greg, du classement des audiences américaines de la saison 1998-1999 avec une moyenne de 13,5 millions de téléspectateurs par épisode, soit une chute de 12 % de la moyenne de la saison précédente et un retour aux audiences moyennes de la huitième saison,. Les Simpson est la troisième émission de la Fox la plus regardée après X-Files : Aux frontières du réel et Ally McBeal, respectivement classées aux douzième et vingtième places. La Graisse antique, premier épisode de la saison, termine à la trente-et-unième place au niveau des audiences américaines de la semaine du 17 au 23 août 1998 avec une note de 7,2 sur l'échelle de Nielsen. C'est le troisième programme de la Fox le mieux noté de la semaine. Le dernier épisode de la saison, Le Pire du Soleil-Levant, reçoit la note de 8. La note moyenne de la saison est de 7,98 avec le maximum de 11,6 obtenu par les épisodes Fiesta à Las Vegas et Les Prisonniers du stade et le minimum de 6,8 par Le Pire du Soleil-Levant. L'épisode Beau comme un camion avec ses 15,5 millions de téléspectateurs, est l'épisode le plus regardé de la saison.

### Réception critique
La saison reçoit des critiques plutôt positives, même si elle est citée par quelques critiques et adeptes comme le début du déclin de la série en qualité,,,. En 2000, certains fans de longue date sont déçus du programme et regrettent notamment le passage d'histoires créées autour des personnages à ce qu'ils perçoivent comme une « surenchère de pitreries et de gags loufoques »,,,. Chris Turner (en) écrit dans son ouvrage, Planet Simpson, que « une des choses qui ressortent est que l'équipe commence à s'appuyer maintenant sur des gags, pas des personnages, peu importe quand cet échange a eu lieu, que ce soit lors de la neuvième ou de la dixième saison ». Jesse Hassenger de PopMatters explique que pour lui la dixième saison des Simpson est la « première baisse significative [de la série], à deux pas de son âge d'or [...] avec des gags communs et des intrigues farfelues ». Un journaliste de la BBC News publie dans un article que « le consensus général est que l'âge d'or des Simpson se termine après la neuvième saison ». Pareillement, Tyler Wilson de la Cœur d'Alene Press fait référence aux saison 1 à 9 comme « l'âge d'or » du programme.
Mac McEntire du site DVD Verdict explique dans une critique que même si la dixième saison contient beaucoup de séquences amusantes, il manque le noyau émotionnel des saisons précédentes. Chris Barsanti de FilmCritic.com déclare que pendant la diffusion de la dixième saison, « non seulement la série commence à perdre son statut d'intouchable, c'est-à-dire que plus personne ne s'attend à ce que chaque épisode soit un chef-d'œuvre, mais en plus elle développe la mauvaise habitude de construire les épisodes autour des célébrités invitées, qui sont d'ailleurs rarement aussi drôles qu'elle n'étaient censées l'être ». Le journaliste de The Michigan Daily, Michael Pressman, écrit en 2007 qu'« avec le recul, la dixième saison peut maintenant être considérée comme une sorte de point de basculement pour un certain nombre de mécanismes moins attrayant de l'intrigue de la série. Les stratagèmes d'Homer pour devenir riche commencent à devenir trop courants et il y a une quantité excessive d'interventions inutiles de célébrités ». Le journaliste, n'ayant pas que des remarques négatives à propos de la dixième saison, ajoute qu'« il ne s'agit pas de la dernière grande saison des Simpson. La dernière grande saison est la huitième. La dernière vraiment bonne saison est la neuvième. Mais la dixième est juste assez bien, rien de plus, rien de moins ».
Mike Scully, qui est show runner de la série de la neuvième saison à la douzième, est tenu responsable de la baisse de qualité par de nombreuses critiques,. Un op-ed de Chris Suellentrop publié dans le magazine Slate avance que Les Simpson sont passés d'un programme réaliste à propos de la vie de famille à un cartoon typique pendant que Scully est le show runner : « sous le mandat de Scully, Les Simpson sont devenus, bel et bien, un cartoon. [...] Les épisodes qui autrefois se seraient terminés avec Marge et Homer faisant du vélo au coucher du soleil se terminent maintenant avec Homer tirant une fléchette tranquillisante dans le cou de Marge. Pendant les années Scully le programme est toujours aussi drôle, mais il n'est plus aussi touchant ». John Ortved, dans son livre The Simpsons: An Uncensored, Unauthorized History, stipule que « les épisodes de Scully excellent en comparaison de ce que Les Simpson diffusent aujourd'hui, mais il était à la tête lorsque le bateau se retourna vers l'iceberg ». Les Simpson sous Mike Scully sont comparés négativement à un « déluge de gags lourds et centrés sur Homer » par Jon Bonné de MSNBC, et plusieurs adeptes de la série déplorent la transformation d'Homer pendant cette ère, il est selon eux passé d'un personnage doux et sincère à un lourdaud grossier et auto-satisfait, le surnommant le « Homer Jerkass » ce qui peut être traduit par « Homer Connard »,,.

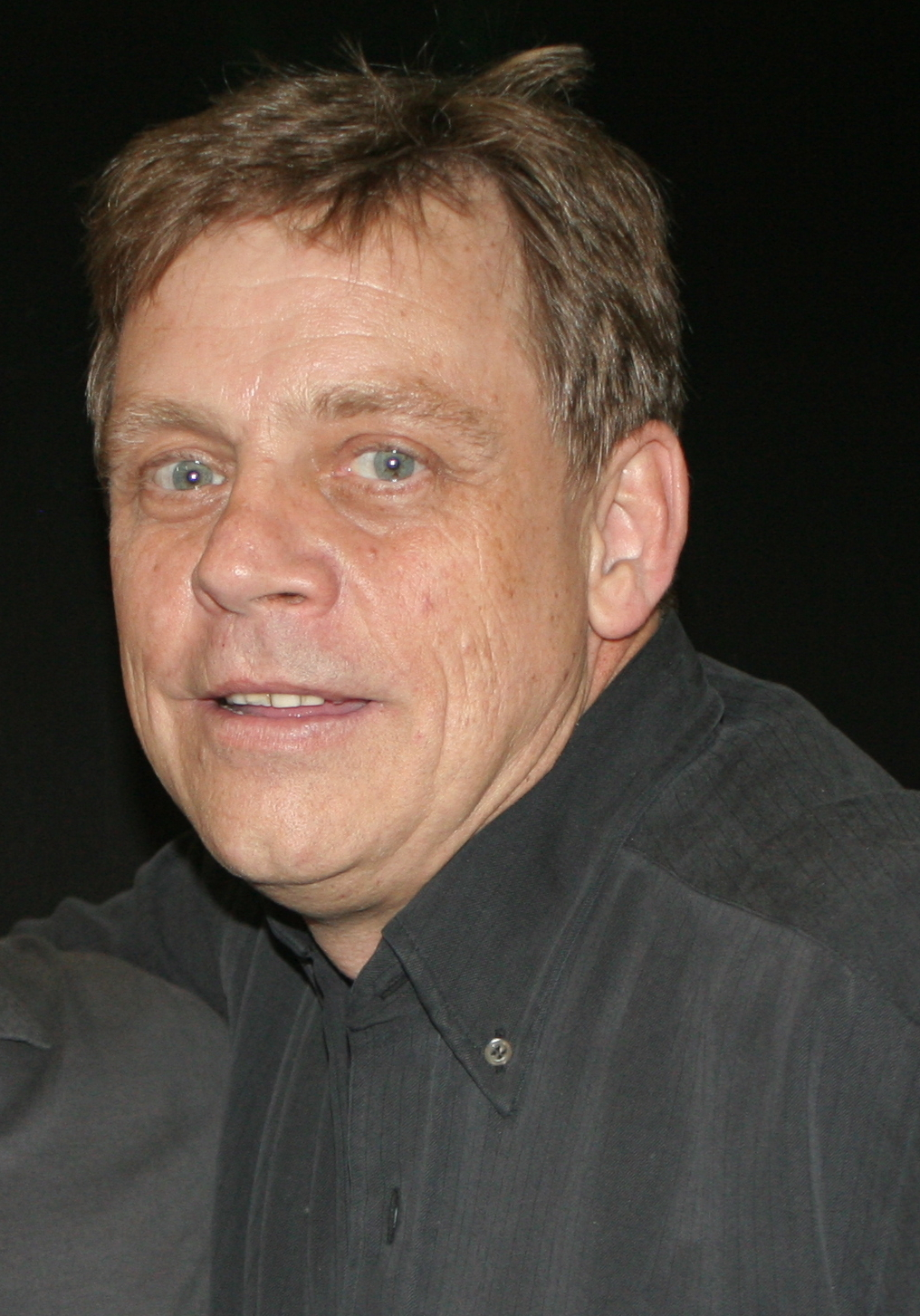
La participation de Mark Hamill à l'épisode Homer, garde du corps est classée par IGN à la deuxième place des meilleures participations à la série.

Tom Martin, scénariste de la série, raconte dans le livre de John Ortved qu'il ne comprend pas les critiques à l'égard de Mike Scully, car il pense qu'il dirige bien le programme. Il ajoute également qu'il pense que les critiques « ont peiné [Scully], et le peinent encore, mais qu'il arrive à ne pas s'en énerver ». John Ortved ajoute dans son ouvrage qu'il est difficile de quantifier la part de responsabilité de Mike Scully dans le déclin de la série, et que blâmer seulement le show runner pour la perte de qualité du programme est « injuste ». Il écrit également que quelques épisodes des deux premières saisons de Scully, comme La Dernière Invention d'Homer et Homer fait son cinéma, sont mieux que certains épisodes des deux saisons précédentes.
Brian Tallerico du site UGO Network, prend la défense des Simpson face aux critiques. Il écrit dans un article publié en 2007 que comparer « les épisodes de la dixième saison des Simpson aux débuts de la série est simplement injuste et auto-destructeur. "Ouais, j'ai ris, mais pas autant qu'il y a deux ans. Donc c'est nul !" C'est absurde. Le fait est que même la dixième saison des Simpson est plus drôle que les meilleures années de la plupart des [autres] séries ». Jesse Hassenger de PopMatters explique dans sa critique que même si la série a perdu en qualité, « cela ne veut pas dire que ces épisodes sont dépourvus de charme; beaucoup, en fait, sont drôles à mourir et caractéristiquement intelligents ». Comme Tallerico il ajoute que les « saisons faibles des Simpson sont supérieures » à celles de la plupart des autres programmes.
Malgré les critiques négatives envers la dixième saison, quelques journalistes la comprennent dans leur définition de « l'âge d'or » de la série. Ian Nathan du magazine Empire définit cet « âge d'or » des Simpson comme étant « approximativement les dix premières saisons », d'autres pensent qu'il s'agit de la période étalée de la troisième saison à la dixième. Par ailleurs, l'épisode Homer, garde du corps prend la place du meilleur épisode de la saison dans le classement des meilleurs épisodes des vingt premières saisons, effectué par le site IGN en 2010. IGN dresse également la liste des vingt-cinq meilleures apparitions de célébrités de toute l'histoire de la série, classant Stephen Hawking de l'épisode Les Gros Q.I. à la seizième place, Ron Howard de Homer fait son cinéma à la douzième et Mark Hamill de Homer, garde du corps à la deuxième.

### Récompenses et nominations

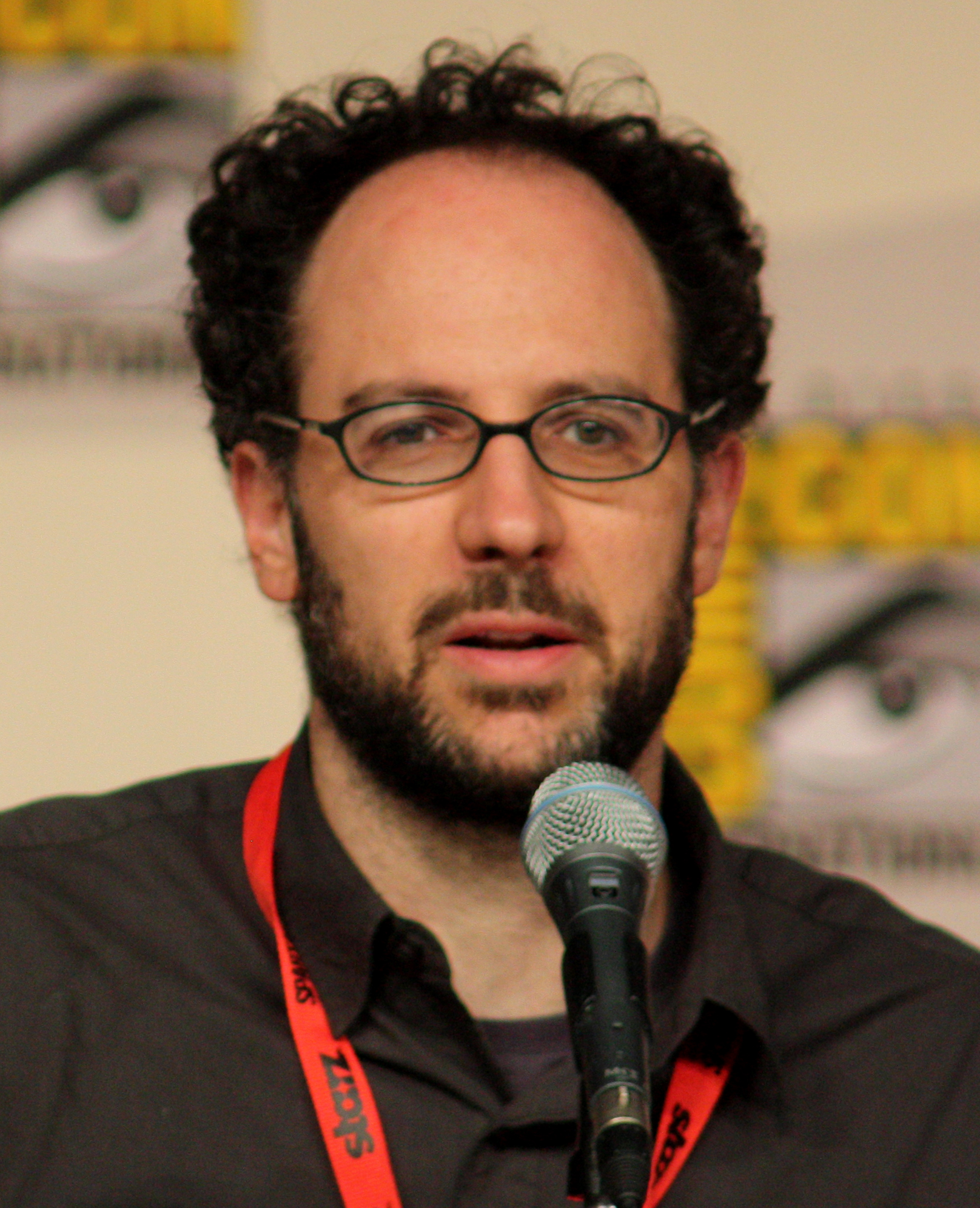
Matt Selman remporte aux côtés de Tim Long et Larry Doyle l'Annie Award du meilleur scénario pour l'épisode Les Simpson dans la Bible.

La dixième saison des Simpson remporte en 1999 l'Annie Award de la meilleure production animée pour la télévision face à Batman, la relève, Futurama, Les Rois du Texas et Les Nouvelles Aventures de Batman. La même année, les scénaristes Tim Long, Larry Doyle et Matt Selman reçoivent l'Annie Award du meilleur scénario pour une production animée pour la télévision pour l'épisode Les Simpson dans la Bible, dix-huitième épisode de la saison. Le trio étaient en compétition avec Ken Keeler pour l'épisode La série débarque de Futurama, Jim Dauterive pour Hank le cowboy de Les Rois du Texas, Alan Burnett et Paul Dini pour Renaissance, 1re partie de Batman, la relève et Evan Dorkin et Sarah Dyer pour Lawsuit de Space Ghost Coast to Coast. La dixième saison est également nommée pour deux Emmy Awards, mais elle n'en remporte aucun. L'épisode Fiesta à Las Vegas perd face à l'épisode Bobby aime Marie de Les Rois du Texas dans la catégorie du meilleur programme d'animation de moins d'une heure,. Alf Clausen est nommé dans la catégorie de la meilleure composition musicale pour une série pour son travail sur l'épisode Simpson Horror Show IX, mais il est battu par Carl Johnson de Invasion America,,.

## Épisodes
| № | #  | Titre                                                                                             | Réalisation                     | Scénario                                            | Première diffusion                  | Code de prod. | Audience (en millions) |
| --- | -- | ------------------------------------------------------------------------------------------------- | ------------------------------- | --------------------------------------------------- | ----------------------------------- | ------------- | ---------------------- |
| 204 | 1  | La Graisse antique (La Danse du Saint-Doux) Lard of the Dance                                     | Dominic Polcino                 | Jane O'Brien                                        | 23 août 1998 4 septembre 1999       | 5F20          | 7,0                    |
| Les enfants vont au supermarché acheter les fournitures scolaires pour la rentrée qui est proche. En allant au Kwik-E-Mart, Homer apprend qu'Apu gagne de l'argent en revendant son superflu de graisse. Homer décide de faire de même et oblige Bart à l'aider. Pendant ce temps Lisa est chargée de faire découvrir l'école à Alex Whitney, une nouvelle élève « à la mode » qui s'empare de ses amies... |    |                                                                                                   |                                 |                                                     |                                     |               |                        |
| 205 | 2  | La Dernière Invention d'Homer (Le Génie de la terrasse Evergreen) The Wizard of Evergreen Terrace | Mark Kirkland                   | John Swartzwelder                                   | 20 septembre 1998 11 septembre 1999 | 5F21          | 7,9                    |
| À la radio Homer apprend que la durée moyenne d'une vie est de soixante-seize ans et donc qu'il en est à la moitié. Effrayé par le fait de mourir sans n'avoir jamais rien fait de sa vie, il commence à déprimer. En tombant sur un ouvrage à propos de Thomas Edison, Homer se passionne pour l'inventeur et cherche à l'imiter... |    |                                                                                                   |                                 |                                                     |                                     |               |                        |
| 206 | 3  | Lézards populaires (Mère couveuse) Bart the Mother                                                | Steven Dean Moore               | David X. Cohen                                      | 27 septembre 1998 22 septembre 1999 | 5F22          | 7,3                    |
| Lors d'une fête foraine, Nelson remporte une carabine. Il invite Bart à venir chez lui la tester, ce qu'il fait malgré l'interdiction de Marge. Là-bas Bart tue un oiseau et pour se racheter récupère et couve ses œufs. Il les installe dans sa cabane sous une lampe et après quelques semaines ils éclosent. Mais ce ne sont pas des œufs d'oiseau, mais de lézard. Bart s'occupe quand même de ses « petits »... |    |                                                                                                   |                                 |                                                     |                                     |               |                        |
| 207 | 4  | Simpson Horror Show IX (Le Spécial d'Halloween des Simpson IX) Treehouse of Horror IX             | Steven Dean Moore               | Donick Cary, Larry Doyle et David X. Cohen          | 25 octobre 1998 30 octobre 1999     | AABF01        | 8,5                    |
| La Moumoute tueuse : Attrapé, Le Serpent est condamné à la chaise électrique. Quelque temps après, Homer se fait greffer les cheveux du Serpent par le Dr Riviera. Or ces cheveux ont sur lui un contrôle maléfique. La Terreur de Tiny Toon : Pour remplacer les piles de la télécommande confisquées par Marge afin que Bart et Lisa ne regardent pas Itchy et Scratchy en son absence, Bart utilise une barre d'uranium. Les enfants se retrouvent alors dans un épisode d'Itchy et Scratchy. Starship Crotteurs : Alors que Maggie vient d'avoir sa dernière dent, des tentacules lui poussent à la place des jambes. Kang et Kodos, les deux rigeliens, sonnent à la porte et annoncent aux Simpson que Maggie est leur enfant...                      |    |                                                                                                   |                                 |                                                     |                                     |               |                        |
| 208 | 5  | Homer fait son cinéma (Ragots de vedettes) When You Dish Upon a Star                              | Richard Appel                   | Pete Michels                                        | 18 octobre 1998 28 septembre 1999   | 5F19          | 9,0                    |
| La famille Simpson part en week-end au lac de Springfield. Ils louent un bateau et Homer fait du kitesurf. Forçant sur le moteur, celui-ci cède et s'enflamme, mettant feu à la corde qui relie Homer au bateau. Ce dernier s'envole et atterri quelques instants après dans la maison de villégiature d'Alec Baldwin et Kim Basinger. Les acteurs décident d'engager Homer comme assistant à condition qu'il ne révèle pas leur présence. Mais, envieux de notoriété, Homer explique à ses amis du bar de Moe pour qui il travaille... |    |                                                                                                   |                                 |                                                     |                                     |               |                        |
| 209 | 6  | Hippie Hip Hourra ! (D'oh-maire-tas) D'oh-in' in the Wind                                         | Matthew Nastuk et Mark Kirkland | Donick Cary                                         | 15 novembre 1998 2 octobre 1999     | AABF02        | 8,3                    |
| Aucun employé de la centrale ne parvient à ouvrir le bocal de cornichons de M. Burns. Ce dernier décide donc de faire une campagne de publicité afin d'attirer de jeunes employés. Pour pouvoir jouer dans la publicité Homer doit remplir un dossier d'inscription dans lequel il lui est demandé son deuxième prénom. Ne le connaissant pas il le demande à son père qui ne s'en souvient plus, mais sait qu'il peut le trouver chez les hippies. Il y apprend que sa mère était hippie et que son deuxième prénom est Jay. Cette philosophie lui plaisant, il se fait ami avec Seth et Munchie afin de rejoindre le mouvement... |    |                                                                                                   |                                 |                                                     |                                     |               |                        |
| 210 | 7  | Lisa a la meilleure note (Bonne Note de Lisa) Lisa Gets an A                                      | Bob Anderson                    | Ian Maxtone-Graham                                  | 22 novembre 1998 9 octobre 1999     | AABF03        | 8,0                    |
| Au supermarché Homer enferme Lisa dans le rayon des glaces pendant qu'il choisit un petit homard pour le faire grossir lui-même. Le lendemain Lisa est malade et ne peut pas aller à l'école. Pour l'occuper, Marge lui prête un des jeux vidéo de Bart. Au bout de quelques jours Lisa est adepte au jeu, si bien que lorsqu'elle doit retourner à l'école, elle n'a pas révisé son contrôle. Pour s'en sortir elle est contrainte de tricher... |    |                                                                                                   |                                 |                                                     |                                     |               |                        |
| 211 | 8  | Touche pas à mon rein (Homer Simpson dans : Un tour de rein) Homer Simpson in "Kidney Trouble"    | Mike B. Anderson                | John Swartzwelder                                   | 6 décembre 1998 16 octobre 1999     | AABF04        | 7,2                    |
| Les Simpson visitent une ville fantôme avec Abraham. Ce dernier, au retour, a très besoin d'aller aux toilettes mais Homer refuse de s'arrêter pour ça. Une fois arrivé, Abraham prend rendez-vous avec le Dr Hibbert qui constate que ses deux reins ont explosé. Il a d'urgence besoin d'un nouveau rein que Homer veut bien lui fournir. Mais au fur et à mesure que l'opération approche, Homer a de moins en moins envie de se séparer d'un de ses reins... |    |                                                                                                   |                                 |                                                     |                                     |               |                        |
| 212 | 9  | Homer, garde du corps (Mairie à la pègre) Mayored to the Mob                                      | Swinton O. Scott III            | Ron Hauge                                           | 20 décembre 1998 27 novembre 1999   | AABF05        | 8,5                    |
| Une publicité pour la prochaine convention de science-fiction interrompt le film Titanic que les Simpson regardaient. Lors de l'émeute à la convention, dans laquelle sont pris au piège Mark Hamill et le Maire Quimby, Homer se précipite à leur secours. Le maire décide alors de virer ses gardes du corps incompétents pour engager Homer à leur place. Ce dernier obtient très vite son diplôme et prend très au sérieux son nouveau poste... |    |                                                                                                   |                                 |                                                     |                                     |               |                        |
| 213 | 10 | Fiesta à Las Vegas (Vive Ned Flanders) Viva Ned Flanders                                          | Neil Affleck                    | David M. Stern                                      | 10 janvier 1999 6 novembre 1999     | AABF06        | 11,5                   |
| Pendant une messe, Ned Flanders reconnaît, à la surprise générale, avoir soixante ans. Faisant une rétrospective de sa vie, il se rend compte qu'il ne s'est jamais vraiment amusé et décide de demander conseil à Homer. Celui-ci, sur un coup de tête, l'emmène à Las Vegas. Après avoir dépensé de l'argent toute la nuit au casino, ils se réveillent le lendemain avec deux femmes à leurs côtés... |    |                                                                                                   |                                 |                                                     |                                     |               |                        |
| 214 | 11 | Sbartacus (On n'enferme pas les Bart sauvages) Wild Bart Can't Be Broken                          | Mark Ervin                      | Larry Doyle                                         | 17 janvier 1999 13 novembre 1999    | AABF07        | 8,8                    |
| À la suite de la victoire de l'équipe de Springfield en finale de base-ball, Homer et ses amis se soûlent et saccagent l'école. Suspectant les enfants, le chef Wiggum impose un couvre-feu. Or Bart, Lisa et leurs amis ont très envie d'aller voir le nouveau film d'épouvante et prennent le risque d'y aller. Seulement, le chef de la police tient à ce que le couvre-feu soit respecté... |    |                                                                                                   |                                 |                                                     |                                     |               |                        |
| 215 | 12 | Les Prisonniers du stade (Un beau dimanche pourri) Sunday, Cruddy Sunday                          | Steven Dean Moore               | Tom Martin, George Meyer, Brian Scully, Mike Scully | 31 janvier 1999 5 février 2000      | AABF08        | 11,5                   |
| Pendant une visite de la poste organisée par Skinner, Bart reçoit un courrier contenant des coupons gratuits, qu'il offre à Homer pour son anniversaire. Plus tard, Homer rencontre Wally Kogen qui lui propose de l'emmener gratuitement jusqu'à Miami, où a lieu le Super Bowl, en échange de son aide pour remplir le bus qu'il a affrété. Homer réussit sa mission, mais une fois sur place, il s'aperçoit que ses billets sont des faux... |    |                                                                                                   |                                 |                                                     |                                     |               |                        |
| 216 | 13 | Max Simpson (Homer au Max) Homer to the Max                                                       | Pete Michels                    | John Swartzwelder                                   | 7 février 1999 20 novembre 1999     | AABF09        | 8,3                    |
| Un des personnages de la nouvelle série Les Filcs de la police porte le même nom que Homer. Ce dernier devient soudainement célèbre à Springfield. Mais dès le deuxième épisode, l'acteur interprétant Homer Simpson est changé par un idiot et le vrai Homer devient la risée de la ville. Pour s'en sortir, Marge lui suggère d'aller voir les producteurs pour qu'ils changent le personnage, mais ils refusent. Homer demande alors à changer de nom et s'appelle désormais Max Puissant. Peu après il rencontre Trent Steel qui l'invite chez lui... |    |                                                                                                   |                                 |                                                     |                                     |               |                        |
| 217 | 14 | L'Amour au curry (Massacre de la Saint-Valentin) I'm With Cupid                                   | Bob Anderson                    | Dan Greaney                                         | 14 février 1999 12 février 2000     | AABF11        | 7,7                    |
| Marge est au mini-marché pour acheter de quoi réaliser une maquette du système digestif pour Bart. Apu en profite pour l'inviter à dîner avec Homer. Au cours de la soirée, Manjula reconnaît avoir peur qu'Apu le quitte. Pour la reconquérir, Homer lui suggère de lui prouver son amour le jour de la Saint-Valentin. Ce jour-là, Apu sort le grand jeu, tournant au ridicule tous les autres hommes de la ville... |    |                                                                                                   |                                 |                                                     |                                     |               |                        |
| 218 | 15 | La Femme au volant (Prenez le violent) Marge Simpson in 'Screaming Yellow Honkers'                | Mark Kirkland                   | David M. Stern                                      | 21 février 1999 14 décembre 1999    | AABF10        | 8,6                    |
| Tous les parents d'élèves profitent de l'entracte du spectacle proposé par les enseignants de l'école élémentaire pour s'enfuir, ce qui provoque un embouteillage. Dans cette situation, Marge, qui conduit, n'est pas très à l'aise. Le lendemain Homer achète un Canyonero. Ses amis se moquent de lui car il a pris un modèle pour femmes. Pour ne pas perdre la face, Homer et Marge échangent leurs voitures. Marge, trouvant la conduite du Canyonero très facile, devient impatiente et agressive au volant, si bien que, malgré un stage de prévention routière, elle perd son permis... |    |                                                                                                   |                                 |                                                     |                                     |               |                        |
| 219 | 16 | C'est dur la culture (Une place pour Lisa) Make Room for Lisa                                     | Matthew Nastuk                  | Brian Scully                                        | 28 février 1999 11 décembre 1999    | AABF12        | 7,6                    |
| Après avoir été au marathon de la bière avec Lenny et Carl, Homer doit emmener ses enfants au musée Smithsonian où se trouve le texte original de la Constitution. En voulant regarder celui-ci de plus près, Homer l'endommage. Les réparations coûtant très cher, Homer trouve un arrangement avec le musée, qui lui propose d'installer un relais téléphonique dans la chambre à Lisa, qui est condamnée à aller dans celle de Bart. Contrariée par l'impossibilité d'étudier correctement, elle développe des maux d'estomac et le Dr Hibbert lui propose l'aromathérapie... |    |                                                                                                   |                                 |                                                     |                                     |               |                        |
| 220 | 17 | Beau comme un camion (Homer au volant) Maximum Homerdrive                                         | Swinton O. Scott III            | John Swartzwelder                                   | 28 mars 1999 18 décembre 1999       | AABF13        | 15,5                   |
| Lisa veut manifester contre le restaurant « L'Abattoir ». Homer ne le connaissant pas encore, y emmène toute sa famille pour le tester. Restant sur sa faim après le repas, il commande le plus gros morceau de viande qu'il y ait sur la carte. Seules deux personnes l'ont déjà terminé et l'une d'entre elles, le routier Red Barclay, est présent et défie Homer d'y arriver. Homer n'y parvient pas, le routier oui, mais il en meurt. En son honneur Homer emmène Bart livrer son dernier chargement à Atlanta. Pendant ce temps-là, Marge se rend compte qu'elle ne s'amuse jamais dans sa vie. Elle emmène Lisa dans une boutique de sonnettes musicales et en achète une. Une fois installée, l'attente est longue avant que quelqu'un ne sonne... |    |                                                                                                   |                                 |                                                     |                                     |               |                        |
| 221 | 18 | Les Simpson dans la Bible (Histoires bibliques) Simpsons Bible Stories                            | Nancy Kruse                     | Tim Long, Larry Doyle Matt Selman                   | 4 avril 1999 8 janvier 2000         | AABF14        | 12,2                   |
| Les Simpson sont à l'église. Le sermon du révérend Lovejoy étant soporifique, ils s'endorment tous et s'imaginent dans la Bible. Marge imagine qu'elle est Ève et que Homer est Adam. Lisa rêve qu'elle est esclave du principal Skinner et que Milhouse, à l'instar de Moïse, va tous les libérer de son joug. Homer rêve qu'il est le roi Salomon et que ses gardes ont arrêté Lenny et Carl qui se disputent une tarte. Enfin Bart se voit en David, défiant le grand Goliath, qui est Nelson... |    |                                                                                                   |                                 |                                                     |                                     |               |                        |
| 222 | 19 | Le Chef-d'œuvre d'Homer (Le Raté global) Mom and Pop Art                                          | Steven Dean Moore               | Al Jean                                             | 11 avril 1999 15 janvier 2000       | AABF15        | 8,5                    |
| Homer achète un barbecue à monter soi-même. Après plusieurs tentatives, il abandonne et le met à l'arrière de son véhicule pour s'en débarrasser. Celui-ci se détache et emboutit une voiture. Le lendemain, Astrid Weller sonne à la porte : elle a trouvé le barbecue mal monté de Homer et lui annonce qu'elle trouve qu'il s'agit d'une œuvre d'art et qu'elle veut l'exposer dans sa galerie. Voyant le côté lucratif de l'opération, Homer se met à faire d'autres « sculptures », sous le regard jaloux de Marge... |    |                                                                                                   |                                 |                                                     |                                     |               |                        |
| 223 | 20 | Les vieux sont tombés sur la tête (Le Jeune Homme et la Mer) The Old Man and the C Student        | Mark Kirkland                   | Julie Thacker                                       | 25 avril 1999 22 janvier 2000       | AABF16        | 6,9                    |
| Springfield est choisie pour accueillir les prochains Jeux olympiques et Homer remporte le concours de création de la mascotte. Les représentants des Jeux se rendent à Springfield pour la valider. Le principal Skinner est choisi pour les accueillir. Il leur propose un spectacle dans lequel chaque élève participe. Lorsque c'est le tour de Bart, celui-ci critique le pays d'origine des représentants, les faisant fuir. Pour le punir Skinner l'envoie dans la maison de retraite s'occuper des personnes âgées... |    |                                                                                                   |                                 |                                                     |                                     |               |                        |
| 224 | 21 | L'amour ne s'achète pas (Le monde aime mieux Montgomery Burns) Monty Can't Buy Me Love            | Mark Ervin                      | John Swartzwelder                                   | 2 mai 1999 29 janvier 2000          | AABF17        | 7,3                    |
| Un nouveau centre commercial ouvre les portes. Pour se faire connaître le propriétaire du magasin distribue à toutes les personnes présentes un billet de un dollar. M. Burns assiste à cette généreuse animation et, jaloux de sa popularité, tente de faire monter la sienne en faisant un don à l'hôpital puis en distribuant des pièces de monnaie à la foule. Mais rien n'y fait, personne n'est séduit par le vieux milliardaire... |    |                                                                                                   |                                 |                                                     |                                     |               |                        |
| 225 | 22 | Les Gros Q.I. (La Bande des Q.I.) They Saved Lisa's Brain                                         | Pete Michels                    | Matt Selman                                         | 9 mai 1999 26 février 2000          | AABF18        | 6,8                    |
| Pendant que Homer participe au concours de l'individu le plus repoussant de Springfield afin de gagner un voyage au soleil, Lisa écrit au journal local une lettre de réflexion sur la nature humaine, qui passe totalement inaperçue. Alors que Homer vole le deuxième prix du concours, une séance de photos érotiques, Lisa se fait inviter à une réunion secrète tenue par la Mensa, une société regroupant l'élite intellectuelle de la ville. Elle intègre rapidement le groupuscule et se sent enfin comprise. Mais lorsque le maire s'enfuit, la Mensa se retrouve seule pour administrer la ville... |    |                                                                                                   |                                 |                                                     |                                     |               |                        |
| 226 | 23 | Le Pire du Soleil-Levant (D'Oh-gun) Thirty Minutes Over Tokyo                                     | Jim Reardon                     | Donick Cary et Dan Greaney                          | 16 mai 1999 4 mars 2000             | AABF20        | 8,0                    |
| Homer vient de se faire vider son compte en banque par le Serpent. Pour se refaire il cambriole les Flanders. En sortant de chez eux, il rencontre Ned qui lui explique qu'un certain Chuck Garabedian donne des conseils pour mieux économiser. Les Simpson assistent à son séminaire et découvrent comment partir en vacances pour pas cher. Après avoir suivi les instructions à la lettre, ils s'envolent pour Tokyo. Tout s'y passe bien, jusqu'au moment où Homer perd l'argent prévu pour le retour... |    |                                                                                                   |                                 |                                                     |                                     |               |                        |

## Invités

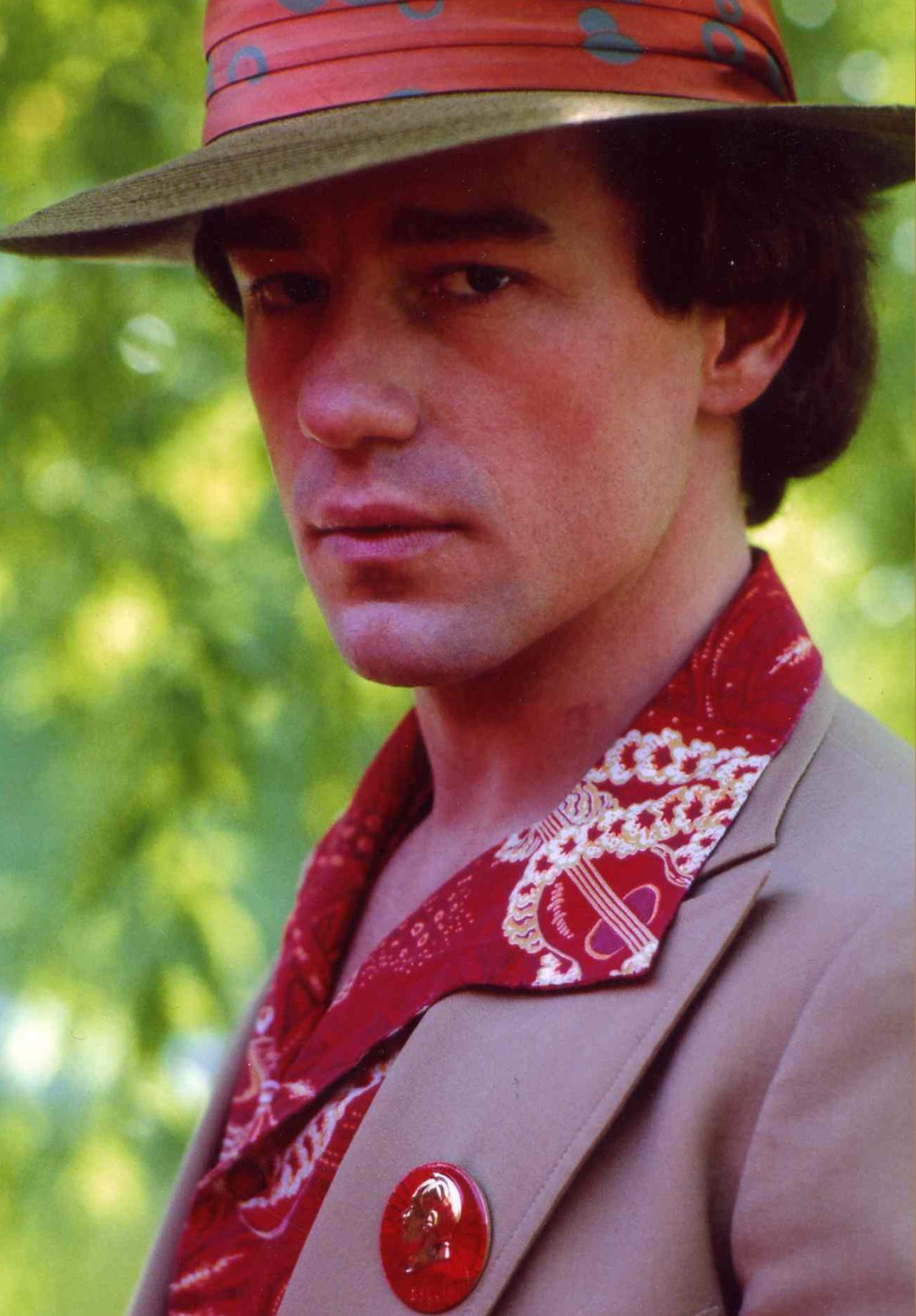
Cette saison est la dernière participation de Phil Hartman en tant qu'invité dans la série avant son assassinat.

La série Les Simpson fait souvent appel à des guest stars afin qu'elles prêtent leur voix à un personnage ou qu'elles interprètent leur propre rôle. Quarante-cinq célébrités font partie du casting de cette dixième saison. Dans le premier épisode, La Graisse antique, la nouvelle élève de l'école élémentaire que Lisa jalouse, Alex Whitney, est interprétée par Lisa Kudrow, actrice américaine principalement connue pour le rôle de Phoebe dans la série Friends. Dans l'épisode suivant, La Dernière Invention d'Homer, KITT la voiture de K 2000 délivre un message à Homer avec la voix de William Daniels. L'épisode Lézards populaires marque la dernière participation de Phil Hartman dans le rôle de Troy McClure. Ce dernier se fait assassiner par sa femme le 28 mai 1998 avant la diffusion de l'épisode qui lui est dédié. Plutôt que de trouver une nouvelle voix pour remplacer Hartman, les producteurs décident de retirer ses deux personnages récurrents, Troy McClure et Lionel Hutz. L'épisode spécial Halloween de cette saison comprend de nombreux invités : Regis Philbin et Kathie Lee Gifford apparaissent dans une scène en prise de vue réelle, Jerry Springer et Ed McMahon interprètent leurs propres rôles et Robert Englund prête sa voix au personnage de Freddy tiré de la série de films éponymes.

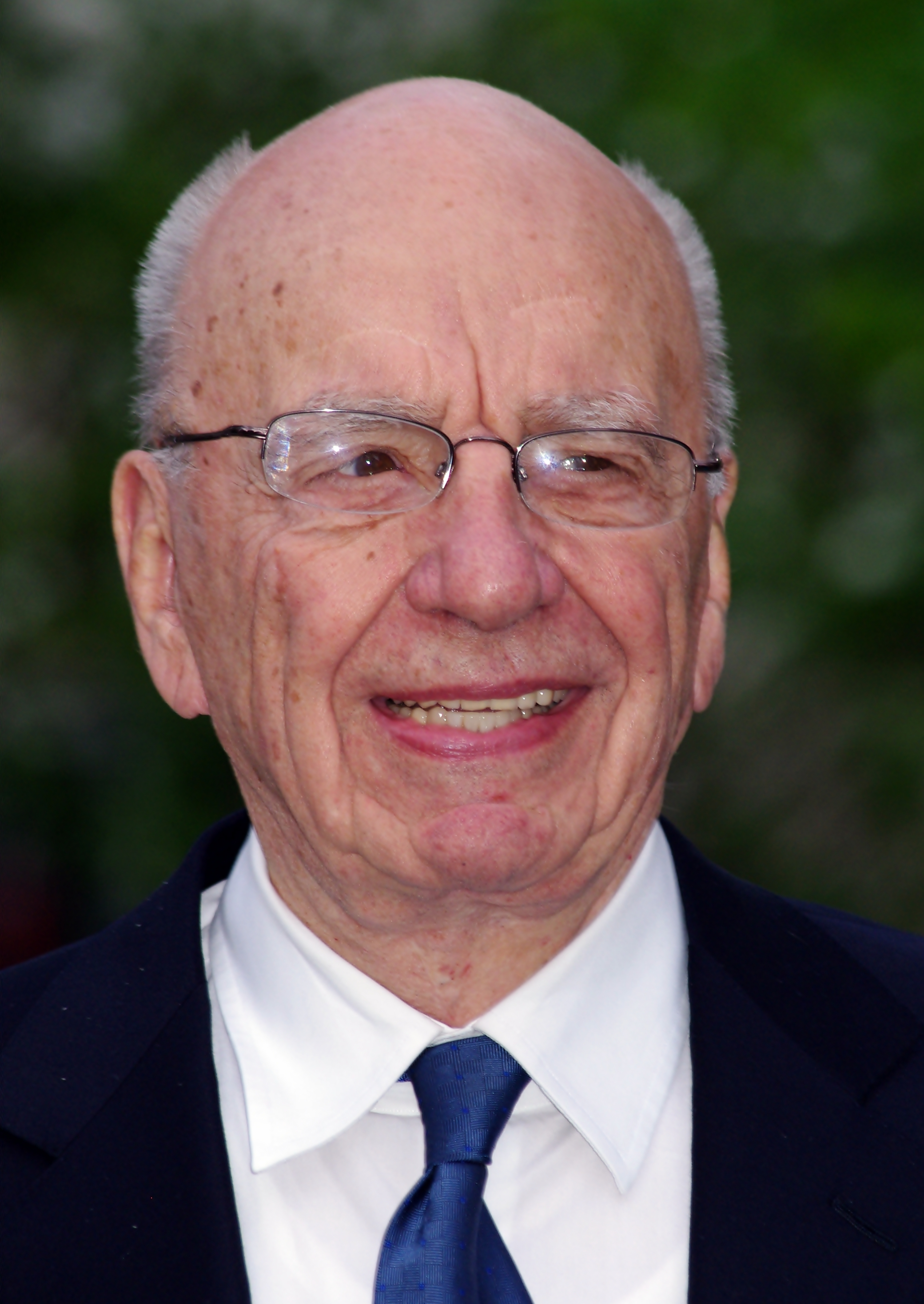
Les producteurs sont arrivés à convaincre Rupert Murdoch de tenir son propre rôle dans Les Prisonniers du stade.

 L'épisode présente également le personnage de Jason Voorhees de la série de films Vendredi 13, mais celui-ci n'a aucune réplique. Dans l'épisode suivant, Homer fait son cinéma, la famille Simpson rencontre lors de leur séjour au Lac de Springfield les acteurs Alec Baldwin (VF: Bruno Choël), Kim Basinger (VF: Michèle Buzynski), Ron Howard et Brian Grazer, doublés par eux-mêmes. Les deux hippies de l'épisode Hippie Hip Hourra ! prennent vie grâce à George Carlin et Martin Mull. Dans le même épisode la version psychédélique du thème des Simpson est réalisée par un groupe américain de rock alternatif, Yo La Tengo.

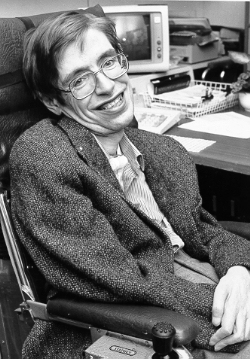
Stephen Hawking tient son propre rôle dans l'épisode Les Gros Q.I..

La convention de science-fiction qui a lieu dans l'épisode Homer, garde du corps est l'occasion de faire intervenir, dans son propre rôle et dans celui de l'instructeur Leavelle, Mark Hamill, interprète de Luke Skywalker dans la première série de films Star Wars et Dick Tufeld dans le rôle du robot de la série Perdus dans l'espace. Fiesta à Las Vegas présente un concert des Moody Blues, ainsi qu'une intervention du commentateur Don Rickles doublé par Dan Castellaneta. Au début de l'épisode Sbartacus, Cyndi Lauper chante l'hymne américain sur l'air de son succès Girls Just Want to Have Fun. Les Prisonniers du stade se déroulant en partie au Super Bowl de nombreuses guest star peuvent y être retrouvées : Fred Willard qui tient le rôle de Wally Kogen, la chanteuse de country Dolly Parton et le directeur de la Fox Rupert Murdoch interprètent leurs propres rôles comme les anciens footballeurs Troy Aikman, Rosey Grier et Dan Marino et les commentateurs sportifs Pat Summerall et John Madden. Dans Max Simpson l'acteur américain Ed Begley Jr. prête sa voix à son propre personnage et dans l'épisode suivant Jan Hooks revient pour interpréter Manjula Nahasapeemapetilon et Elton John joue son propre rôle,. L'opossum de La Femme au volant est doublé par John Kassir. La chanson de la publicité pour le Canyonero dans le même épisode est interprétée par Hank Williams, Jr..

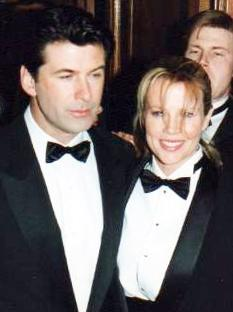
Kim Basinger et Alec Baldwin apparaissent dans l'épisode Homer fait son cinéma.

Philip Seymour Hoffman prête sa voix aux déménageurs de l'épisode C'est dur la culture. Dans Le Chef-d'œuvre d'Homer, l'artiste Astrid Weller est jouée par l'actrice italienne Isabella Rossellini et le peintre contemporain Jasper Johns apparaît dans son propre rôle. L'épisode Les vieux sont tombés sur la tête fait intervenir le nutritionniste Jack LaLanne dans son propre et rôle et le groupe NRBQ pour l'interprétation de la chanson des Beatles, Can't Buy Me Love. Dans L'amour ne s'achète pas le musicien Michael McKean interprète le rôle de Jerry Rude, l'animateur de l'émission de radio dans laquelle est interviewé M. Burns, Jerry Rude and the Bathroom Bunc. Le scientifique Stephen Hawking met fin à la dispute des intellectuels de Springfield dans Les Gros Q.I.. Et enfin le dernier épisode, Le Pire du Soleil-Levant, dont l'action se déroule en grande partie au Japon, fait intervenir plusieurs acteurs originaires du pays : George Takei dans le rôle de Wink, Denice Kumagai dans celui de la mère japonaise, Karen Maruyama dans celui de l'hôtesse, Gedde Watanabe dans ceux du père japonais et du serveur, Makoto Iwamatsu dans celui du robot de combat et Keone Young dans celui du sumotori.

## Sorties VHS et DVD
Depuis la cinquième saison, les saisons des Simpson ne sortent plus en coffret VHS. Malgré cela, quelques épisodes paraissent dans des cassettes de compilations. Ainsi, l'épisode Lisa a la meilleure note est présente dans la compilation Sexe, mensonges et les Simpson sortie en 1999. La cassette Censuré sortie la même année contient l'épisode Simpson Horror Show IX. Encore la même année les épisodes Homer fait son cinéma et Max Simpson peuvent être trouvés dans Les Simpson à Hollywood. En janvier 2000, l'épisode Le Pire du Soleil-Levant sort dans la compilation Anges ou démons ? et l'épisode Homer, garde du corps dans Bart Wars, les Simpson contre-attaquent. La cassette Les Simpson à Las Vegas sortie en mai 2000 contient Fiesta à Las Vegas. Enfin, Love Story à Springfield sort en mars 2002 et contient l'épisode L'Amour au curry.
La dixième saison est commercialisée par la 20th Century Studios Home Entertainment aux États-Unis et au Canada le 7 août 2007. En plus de chaque épisode de la saison, le coffret contient des bonus, des animatiques, des scènes coupées, des commentaires audio pour chaque épisode, et bien plus encore. Comme pour les saisons précédentes le coffret sort en deux formats différents, le format rectangulaire habituel et une « édition collector limité » dont la forme reprend, cette année, celle de la tête de Bart,.
| L'intégrale de la saison 10 | | | | |
| Détails, | Détails, | Détails, | Détails, | Caractéristiques, |
| - 23 épisodes - 4 disques - Aspect ratio 1.33:1 - Langues : - Anglais (Dolby Digital 5.1, avec sous-titres) - Français (Dolby Digital, avec sous-titres) - Espagnol (Dolby Digital, avec sous-titres) | - 23 épisodes - 4 disques - Aspect ratio 1.33:1 - Langues : - Anglais (Dolby Digital 5.1, avec sous-titres) - Français (Dolby Digital, avec sous-titres) - Espagnol (Dolby Digital, avec sous-titres) | - 23 épisodes - 4 disques - Aspect ratio 1.33:1 - Langues : - Anglais (Dolby Digital 5.1, avec sous-titres) - Français (Dolby Digital, avec sous-titres) - Espagnol (Dolby Digital, avec sous-titres) | - 23 épisodes - 4 disques - Aspect ratio 1.33:1 - Langues : - Anglais (Dolby Digital 5.1, avec sous-titres) - Français (Dolby Digital, avec sous-titres) - Espagnol (Dolby Digital, avec sous-titres) | - Un mot de Matt Groening - Commentaires audio pour chaque épisode - Scènes coupées avec ou sans commentaires - La Dernière Invention d'Homer - Lézards populaires - Homer fait son cinéma - Hippie Hip Hourra ! - Lisa a la meilleure note - Touche pas à mon rein - Fiesta à Las Vegas - Sbartacus - Les Prisonniers du stade - Max Simpson - L'Amour au curry - La Femme au volant - C'est dur la culture - Beau comme un camion - Les Simpson dans la Bible - Le Chef-d'œuvre d'Homer - Les vieux sont tombés sur la tête - L'amour ne s'achète pas - Les Gros Q.I. - Le Pire du Soleil-Levant - Option linguistique - Les Prisonniers du stade - Tchèque - Portugais - Japonais - Ukrainien - Animatiques et storyboards des épisodes La Graisse antique et Max Simpson - Bande-annonce du film Les Simpson, le film - Spots publicitaires - Galerie de croquis - Canulars téléphoniques - Reportage : Un aperçu de l'intérieur (des animateurs) |
| Dates de sorties | | | | - Un mot de Matt Groening - Commentaires audio pour chaque épisode - Scènes coupées avec ou sans commentaires - La Dernière Invention d'Homer - Lézards populaires - Homer fait son cinéma - Hippie Hip Hourra ! - Lisa a la meilleure note - Touche pas à mon rein - Fiesta à Las Vegas - Sbartacus - Les Prisonniers du stade - Max Simpson - L'Amour au curry - La Femme au volant - C'est dur la culture - Beau comme un camion - Les Simpson dans la Bible - Le Chef-d'œuvre d'Homer - Les vieux sont tombés sur la tête - L'amour ne s'achète pas - Les Gros Q.I. - Le Pire du Soleil-Levant - Option linguistique - Les Prisonniers du stade - Tchèque - Portugais - Japonais - Ukrainien - Animatiques et storyboards des épisodes La Graisse antique et Max Simpson - Bande-annonce du film Les Simpson, le film - Spots publicitaires - Galerie de croquis - Canulars téléphoniques - Reportage : Un aperçu de l'intérieur (des animateurs) |
| Région 1 | Région 2 | Région 4 | | - Un mot de Matt Groening - Commentaires audio pour chaque épisode - Scènes coupées avec ou sans commentaires - La Dernière Invention d'Homer - Lézards populaires - Homer fait son cinéma - Hippie Hip Hourra ! - Lisa a la meilleure note - Touche pas à mon rein - Fiesta à Las Vegas - Sbartacus - Les Prisonniers du stade - Max Simpson - L'Amour au curry - La Femme au volant - C'est dur la culture - Beau comme un camion - Les Simpson dans la Bible - Le Chef-d'œuvre d'Homer - Les vieux sont tombés sur la tête - L'amour ne s'achète pas - Les Gros Q.I. - Le Pire du Soleil-Levant - Option linguistique - Les Prisonniers du stade - Tchèque - Portugais - Japonais - Ukrainien - Animatiques et storyboards des épisodes La Graisse antique et Max Simpson - Bande-annonce du film Les Simpson, le film - Spots publicitaires - Galerie de croquis - Canulars téléphoniques - Reportage : Un aperçu de l'intérieur (des animateurs) |
| 7 août 2007 | 10 septembre 2007 | 26 septembre 2007 | | - Un mot de Matt Groening - Commentaires audio pour chaque épisode - Scènes coupées avec ou sans commentaires - La Dernière Invention d'Homer - Lézards populaires - Homer fait son cinéma - Hippie Hip Hourra ! - Lisa a la meilleure note - Touche pas à mon rein - Fiesta à Las Vegas - Sbartacus - Les Prisonniers du stade - Max Simpson - L'Amour au curry - La Femme au volant - C'est dur la culture - Beau comme un camion - Les Simpson dans la Bible - Le Chef-d'œuvre d'Homer - Les vieux sont tombés sur la tête - L'amour ne s'achète pas - Les Gros Q.I. - Le Pire du Soleil-Levant - Option linguistique - Les Prisonniers du stade - Tchèque - Portugais - Japonais - Ukrainien - Animatiques et storyboards des épisodes La Graisse antique et Max Simpson - Bande-annonce du film Les Simpson, le film - Spots publicitaires - Galerie de croquis - Canulars téléphoniques - Reportage : Un aperçu de l'intérieur (des animateurs) |